# Bidu Sayão

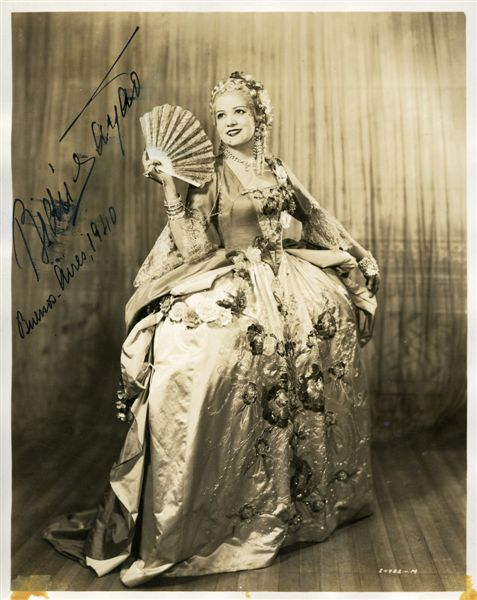
Bidu Sayão als Manon (Massenet), in der Saison 1940 der Teatro Colón in Buenos Aires.

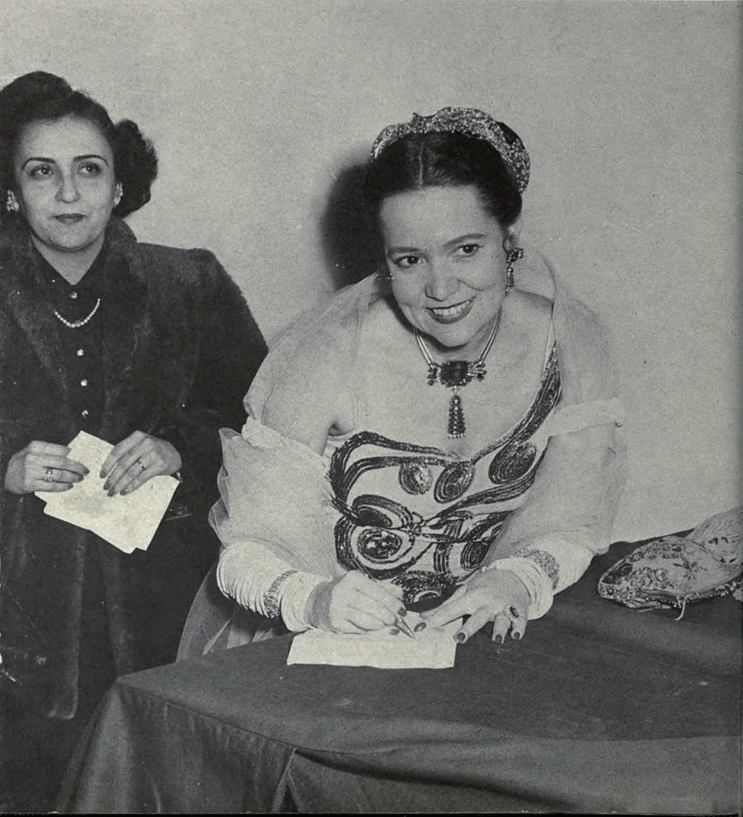
Bidu Sayão bei einem Besuch in der Universität von Michigan. (c.1953)

Bidu Sayão, eigentlich Balduína de Oliveira Sayão (* 11. Mai 1902 in Itaguaí; † 13. März 1999 in Lincolnville, Maine) war eine brasilianische Opernsängerin (Sopran) und zählte in den Jahren 1937–1952 zu den Stars der Metropolitan Opera.

## Leben
Mit 13 Jahren erhielt Bidu Sayão erste Gesangsstunden bei der Sopranistin Elena Teodorini. Als Achtzehnjährige trat Bidu Sayão in ihrer ersten großen Opernrolle, Donizettis Lucia di Lammermoor, am Theatro Municipal auf. Zwei Jahre später ging sie nach Frankreich, um bei dem Tenor Jean de Reszke ihre stimmliche Ausbildung fortzusetzen. 
Ihrem Debüt in Rom 1926 folgten Auftritte in Paris, Buenos Aires und Brasilien. 1930 trat sie erstmals an der Mailänder Scala auf. Im folgenden Jahr sang sie erfolgreich an der Pariser Oper die Julia in Gounods Romeo und Julia und an der Opéra Comique die Lakmé von Léo Delibes. Danach wurde sie eine der führenden lyrischen Koloratursopranistinnen in Europa. 
Nach ihrem New York-Debüt 1935 an der Town Hall trat Bidu Sayão 1936 mit den New Yorker Philharmonikern unter dem Dirigat von Arturo Toscanini an der Carnegie Hall in La Demoiselle élue von Claude Debussy auf. Mit dem Dirigenten, der einer ihrer größten Förderer wurde, verband sie eine lebenslange Freundschaft. Ein Jahr später sang sie die Manon an der Metropolitan Opera, gefolgt von der Titelrolle in La traviata und der Mimí in La Bohème. Mit den  Mozart-Partien der Zerlina (Don Giovanni) und der Susanna (Le nozze di Figaro) setzte sie für ihre Generation Maßstäbe. 
Die 38 Jahre andauernde künstlerische Partnerschaft mit ihrem Landsmann, dem Komponisten Heitor Villa-Lobos, führte zu einer Reihe bedeutender Aufnahmen seiner Kompositionen, darunter der  Einspielung der Bachianas Brasileiras No. 5. Für diese Einspielung, die zwei Jahre in Folge das meistverkaufte Album in den USA war, erhielt sie von der National Academy of Recording Arts and Sciences 1984 den Hall of Fame Award.
Zu Ehren von Bidu Sayão, die bis heute die bekannteste brasilianische Opernsängerin ist, wurde der internationale Gesangswettbewerb Concurso Internacional de Canto Bidu Sayão ins Leben gerufen.